# Estados-membros da União de Nações Sul-Americanas
Os Estados-membros da União de Nações Sul-Americanas são as doze nações que aderiram à União de Nações Sul-Americanas (inglês: USAN, espanhol: UNASUR, neerlandês: UZAN, português: UNASUL) desde o estabelecimento da União no dia 8 de dezembro de 2004. Os Estados-membros incluem nações participantes da Comunidade Andina de Nações, do Mercado Comum do Sul e três outras nações sul-americanas. A União é composta atualmente por doze repúblicas.
Em abril de 2018, metade dos membros suspendeu sua participação na organização por tempo indeterminado. A decisão foi tomada por Argentina, Brasil, Colômbia, Chile, Paraguai e Peru.

## Estados-membros
| Bandeira  | Brasão | Nome      | Nome oficial                       | Data de adesão        | População   | Área (km²) | Capital                                                  | Localização |
| --------- | ------ | --------- | ---------------------------------- | --------------------- | ----------- | ---------- | -------------------------------------------------------- | ----------- |
| Argentina |        | Argentina | República Argentina                | 8 de dezembro de 2004 | 40,482,000  | 2,780,403  | Buenos Aires                                             |             |
| Bolívia   |        | Bolívia   | Estado Plurinacional da Bolívia    | 8 de dezembro de 2004 | 9,119,152   | 1,098,581  | Sucre (constitucional, judicial) La Paz (administrativa) |             |
| Brasil    |        | Brasil    | República Federativa do Brasil     | 8 de dezembro de 2004 | 196,342,592 | 8,514,877  | Brasília                                                 |             |
| Chile     |        | Chile     | República do Chile                 | 8 de dezembro de 2004 | 16,763,470  | 756,950    | Santiago                                                 |             |
| Colômbia  |        | Colômbia  | República da Colômbia              | 8 de dezembro de 2004 | 44,760,630  | 1,141,748  | Bogotá                                                   |             |
| Equador   |        | Equador   | República do Equador               | 8 de dezembro de 2004 | 13,922,000  | 256,370    | Quito                                                    |             |
| Guiana    |        | Guiana    | República Cooperativa da Guiana    | 8 de dezembro de 2004 | 858,863     | 214,999    | Georgetown                                               |             |
| Paraguai  |        | Paraguai  | República do Paraguai              | 8 de dezembro de 2004 | 6,158,000   | 406,752    | Assunção                                                 |             |
| Peru      |        | Peru      | Republic do Peru                   | 8 de dezembro de 2004 | 29,180,900  | 1,285,220  | Lima                                                     |             |
| Suriname  |        | Suriname  | República do Suriname              | 8 de dezembro de 2004 | 470,784     | 163,821    | Paramaribo                                               |             |
| Uruguai   |        | Uruguai   | República Oriental do Uruguai      | 8 de dezembro de 2004 | 3,477,779   | 176,215    | Montevidéu                                               |             |
| Venezuela |        | Venezuela | República Bolivariana da Venezuela | 8 de dezembro de 2004 | 28,199,822  | 916,445    | Caracas                                                  |             |
|           |        | Unasul    | União de Nações Sul-Americanas     | —                     | 384 381 000 | 17 715 335 | Quito                                                    |             |

## Observadores
Para além dos doze membros, existem dois Estados observadores na União. Eles não fazem parte da América do Sul, contudo são latino-americanos.
| Bandeira      | Brasão | Nome   | Nome oficial                   | Data de adesão | População   | Área (km²) | Capital          |
| ------------- | ------ | ------ | ------------------------------ | -------------- | ----------- | ---------- | ---------------- |
| México        |        | México | Estados Unidos Mexicanos       |                |             |            | Cidade do México |
| Panamá        |        | Panamá | República do Panamá            |                |             |            | Cidade do Panamá |
|               |        | Unasul | União de Nações Sul-Americanas | –              | 384 381 000 | 17 715 335 | Quito            |
| +Observadores |        |        |                                | –              |             |            | Quito            |

## Territórios não participantes
As seguintes áreas sul-americanas são territórios dependentes de Estados estrageiros, portanto não participam.
- Guiana Francesa, um departamento ultramarino francês, por isso, parte da União Europeia.
- Malvinas (Falkland) e Ilhas Geórgia do Sul e Sanduíche do Sul, dois territórios ultramarinos britânicos, reivindicados pela Argentina.